# Galtara doriae
Galtara doriae är en fjärilsart som beskrevs av Charles Oberthür 1880. Galtara doriae ingår i släktet Galtara och familjen björnspinnare. Inga underarter finns listade i Catalogue of Life.